# فيخوريفكا
فيخوريفكا (بالروسية: Вихоревка) هي إحدى مدن روسيا في الكيان الفدرالي الروسي إركوتسك أوبلاست.